# Grazac (Haute-Loire)
Grazac település Franciaországban, Haute-Loire megyében. Lakosainak száma 1126 fő (2022. január 1.). Grazac Lapte, Saint-Jeures, Saint-Maurice-de-Lignon, Sainte-Sigolène, Les Villettes és Yssingeaux községekkel határos.

## Népesség
A település népességének változása:
| Lakosok száma | 682  | 588  | 627  | 893  | 1034 | 1038 | 1063 | 1103 | 1114 | 1126 |
|               | 1968 | 1982 | 1990 | 2006 | 2013 | 2015 | 2017 | 2019 | 2020 | 2022 |